# Linnaemya picta
Linnaemya picta là một loài ruồi trong họ Tachinidae.